# Maison au 21, rue Klobb à Ribeauvillé
La maison au 21, rue Klobb est un monument historique situé à Ribeauvillé, dans le département français du Haut-Rhin.

## Localisation
Ce bâtiment est situé au 21, rue Klobb à Ribeauvillé.

## Historique
L'édifice fait l'objet d'une inscription au titre des monuments historiques depuis 1932.